# Welschriesling
Welschriesling ist eine spät reifende Weißweinsorte, die im mittel- und südosteuropäischen Kontinentalklima bei geringen Niederschlagsmengen besonders gut gedeiht und hohe Erträge bringt.

## Herkunft
Die Sorte stammt vermutlich aus Norditalien, worauf auch ihre Bezeichnung als „Welschriesling“ (Österreich) bzw. „Olaszrizling“ (Ungarn), „Laški Rizling“ (Slowenien), „Riesling Italian“ (Rumänien) und „Riesling Italico“ (Italien) hindeutet. Oder sie hat ihren Ursprung in der Champagne, wo sie allerdings nicht mehr angebaut wird.

## Abstammung
Ebenso wie ihre Herkunft liegt auch die Abstammung der Rebe im Dunkeln. Der Elbling ist die nächstverwandte Sorte. Nicht verwandt dagegen ist der Welsch- mit dem (Rhein- oder Weißen) Riesling.

## Ampelografische Merkmale
- Die Triebspitze hellgrün und weißwollig behaart.
- Sie besitzt einen mittelstarken, aufrechten Wuchs und hat auffallend lange, oft dreigeteilte Ranken
- Das Blatt ist drei- bis fünflappig, glatt, dünn, hellgrün und meist tiefer gebuchtet mit scharfer Zähnung.
- Das einjährige Holz ist dünn, hell und engknotig.
- Die Traube ist mittelgroß, walzenförmig (meist mit Beitraube) mit kleinen, dünnschaligen, punktierten und saftigen Beeren, sehr dichtbeerig.

Reife: spät

## Ertrag
hoch und regelmäßig

## Eigenschaften
Die Sorte benötigt frühe und warme Lagen und Böden mit guter Nährstoffversorgung (besonders Magnesium). Bei ungenügender Nährstoffversorgung geht das Holzwachstum zurück (holzt leicht ab). Fühlt sich im mittel- und südosteuropäischen Kontinentalklima bei geringen Niederschlagsmengen besonders wohl. Es besteht eine Anfälligkeit gegen Stiellähme, der durch geeignete Kulturmaßnahmen entgegengewirkt werden kann. Besonderer Vorteil ist auch die geringe Botrytisanfälligkeit der Beeren. Welschriesling hat eine gute Winterfrostwiderstandsfähigkeit und ist auch gegen Spätfröste wenig empfindlich.

## Wein

### Welschriesling in der trockenen Ausbaustufe
Im trockenen Ausbau werden aus den Trauben hauptsächlich einfache Weine mit leichter Struktur, einem blumig-fruchtigen Aroma, in dem grüner Apfel vorherrscht, und spritzig-frischem Geschmack gewonnen. Die Farbe solcher einfachen Weine, die eher jung getrunken werden sollen, ist ein helles Grüngelb.
Nachdem zunächst ab den ausgehenden 1990er Jahren im südlichen Burgenland vereinzelt Bemühungen im Gange gewesen waren, Welschrieslinge im trockenen Ausbau auch als gehaltvolle Weine zu keltern, haben seit Mitte der 2010er Jahre weitere, vor allem junge burgenländische und steirische Weinmacher Welschrieslinge auch im gehobenen Qualitätssegment erzeugt. Seit dem Aufkommen der Natural Wines in Österreich werden auch diese im trockenen Ausbau als Premiumweine gekeltert.

### Welschriesling als Prädikatswein
Im Prädikatsweinbereich wird der Welschriesling in allen Qualitätsstufen, beginnend bei der Spätlese bis hin zu Trockenbeerenauslese und Essenz ausgebaut. In diesem Segment erbringt er hervorragende Resultate. Die Farbe von Welschrieslingen im Prädikatsweinbereich reicht hin bis zu satten Goldtönen bei Beeren- und Trockenbeerenauslesen.

### Welschriesling als Grundwein für Schaumweine
In Österreich werden aus Welschriesling-Trauben auch niveauvolle Schaumweine erzeugt.

## Verbreitung
Welschriesling ist vorwiegend in Mittel- und Südosteuropa verbreitet.

### Verbreitung weltweit

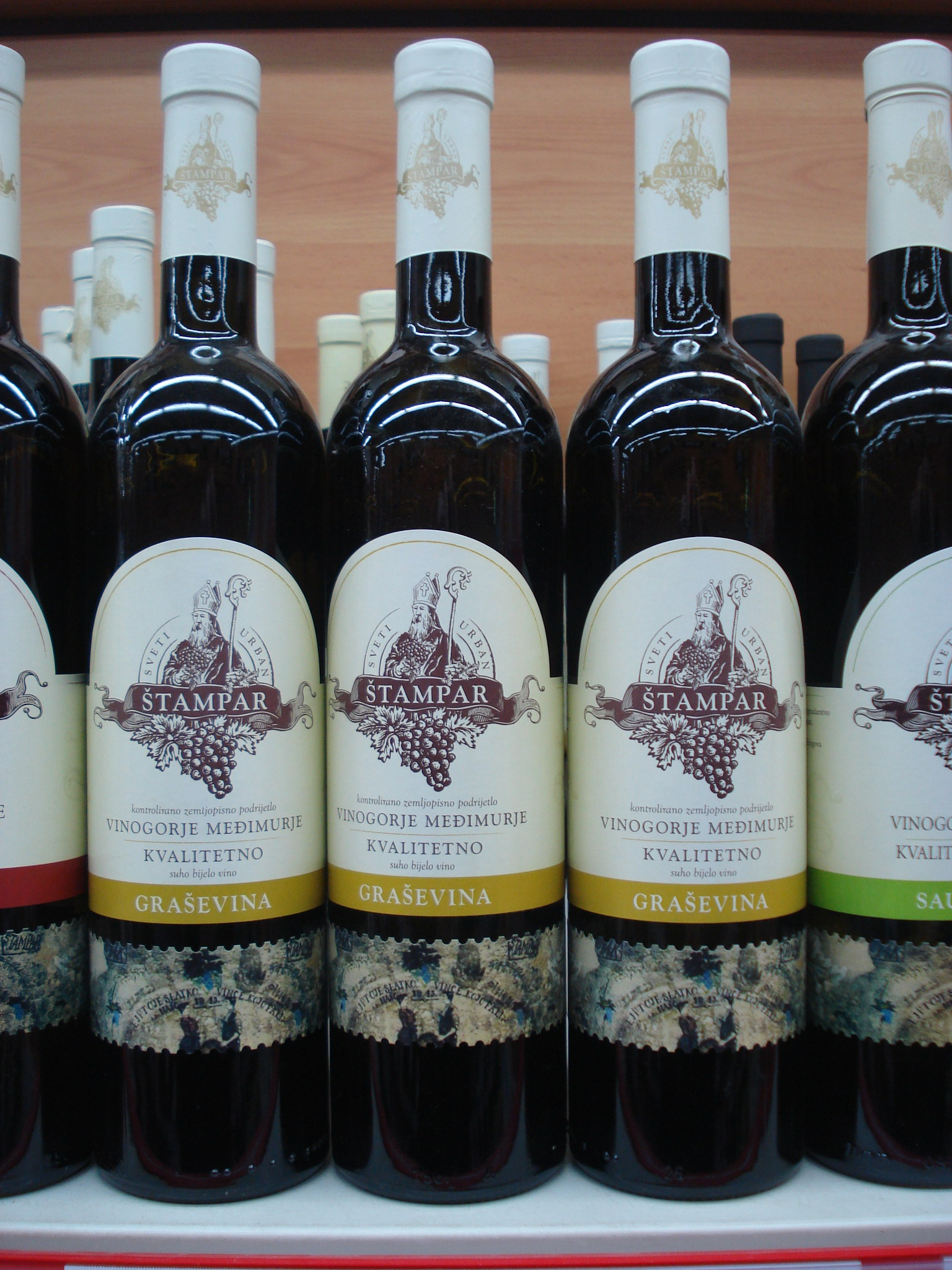
Einige Flaschen Qualitätswein Graševina (Graschewina) aus Kroatien

| Land                 | Rebfläche ha (2016) |
| -------------------- | ------------------- |
| Kroatien             | 4.459               |
| Ungarn               | 3.933               |
| Österreich           | 3.233               |
| Volksrepublik China  | 3.000               |
| Serbien              | 2.037               |
| Slowenien            | 1.935               |
| Rumänien             | 1.437               |
| Italien              | 1.259               |
| Tschechien           | 1.114               |
| Spanien              | 1.064               |
| Weltanbaufläche 2016 | 24.384              |

### Österreich
In Österreich hat die Sorte große Bedeutung. Während rund um den Neusiedler See eher Süßweine ausgebaut werden, dient die Traube in der Steiermark und im Weinviertel als Grundlage für trockene Weine, die ohne Verlust der für sie typischen Fruchtigkeit allerdings nicht allzu lange lagerfähig sind. Im Jahr 2015 umfasste die bestockten Fläche 3232 ha, das sind 10,6 % der gesamten Rebfläche. Damit ist der Welschriesling in Österreich nach dem Grünen Veltliner die am meisten verbreitete weiße Rebsorte.

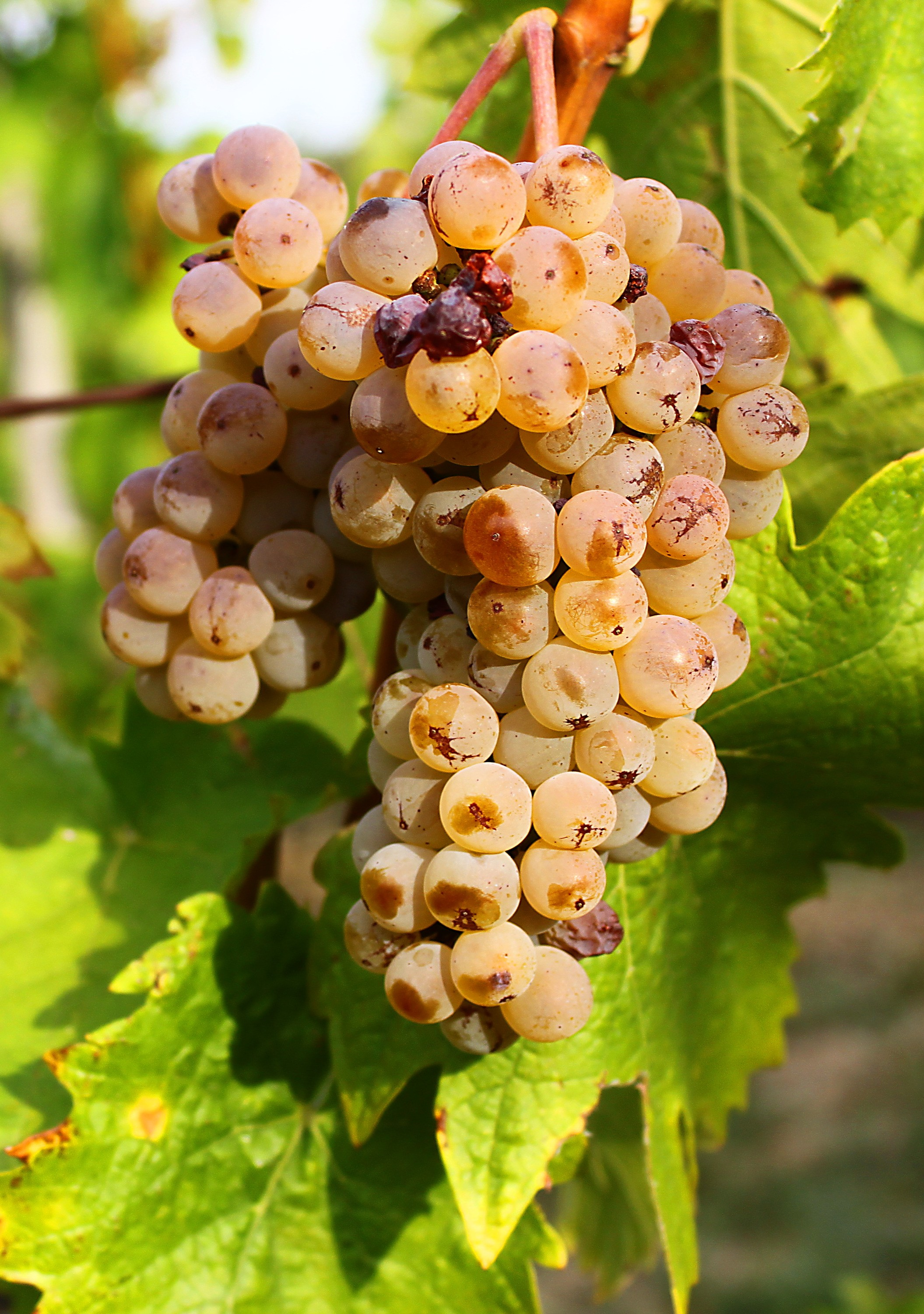
Vollreife Welschrieslingtraube

Die Rebflächen in Österreich verteilten sich im Jahr 2020 wie folgt auf die einzelnen Bundesländer:
| Bundesland            | Fläche ha |
| --------------------- | --------- |
| Niederösterreich      | 1243,20   |
| Burgenland            | 1075,73   |
| Steiermark            | 741,19    |
| Wien                  | 27,23     |
| übrige Bundesländer   | 4,09      |
| Summe Österreich 2020 | 3091,43   |

## Synonyme
Synonyme 81: Aminea Gemela, Biela Sladka, Biela Sladka Grasica, Biela Sladka Grassica, Bielasladka Grasica, Borba, Borba Blanca, Glasica, Grasevina, Grasevina Bijela, Grasevina Italijanska, Grasevina Talijanska, Grashevina, Grasica, Ital. Riesling, Italia Riesling, Italian Riesling, Italian Rieslling G.K.1, Italianski Rizling, Italianskii Rizling, Italienischer Riesling, Italijanski Rizling, Italiya Rislinqi, Italy's Risling, Klein Riesling, Laski Riesling, Laski Rizling, Laskirizling, Meslier, Meslier De Champagne, Nemes Olasz Rizling, Olasriesling, Olasrizling, Olasz, Olasz Risling, Olasz Rizling, Olasz Rizling G.K.1, Olasz Rizlingi, Olasz Szoeloe, Olaszriesling, Olaszrizling, Petit Riesling, Petracine, Rakusky Rizling, Riesler, Riesli, Riesling, Riesling Blanc, Riesling De Italia, Riesling Italian, Riesling Italico, Riesling Italien Blanc, Riesling Italien White, Riesling Laski, Riesling Olasz, Riesling Vlachsky, Risli, Risling Italianskii, Risling Italyanskii, Risling Italyanskij, Risling Vlashskii, Rismi, Rizling, Rizling Italien, Rizling Italien Blanc, Rizling Italijanski, Rizling Italjanskij, Rizling Laski, Rizling Talijanski, Rizling Vlassky, Ryzlink Vlassky, Szpirian Feher, Talijanska Grasevina, Talijanski Rizling, Taljanska Grasevina, Vlasak, Waeleschriesling Weisser, Waelschriesling, Weisser Riesling, Weisser Waelschriesling, Weisser Waelschriessling.